# Катлабуг
Катла́буг, Катл́абух — заплавне озеро лиманного типу у низов'ях Дунаю на його лівому березі, на відстані 10 км на північний схід від міста Ізмаїл (Одеська область, Україна).
Належить до групи Придунайських озер.

## Історія
Узбережжя озера Катлабуг було заселене людьми ще задовго до початку нашої ери. На берегах озера виявлені сліди племен гумельницької культури, які мешкали тут в VI тисячолітті до н. е.
До північних берегів озера підходить побудований римлянами Троянів вал.
Були часи коли озеро сильно засихало, але на щастя з Дунаю вперше за 20 років підкачали 60 тисяч м³.

## Загальні характеристики
Довжина озера становить 21 км, ширина — від 1 до 11 км, площа — 50-70  км², глибина — до 4 метрів (найбільша берегова лінія — у села Утконосівка — 2,22 км, найменша — у села Вишневе — 1,30 км [джерело?]). Катлабух відділений від річки дамбою та існує у режимі водосховища. Водообмін з Кислицьким гирлом Дунаю регулюється шлюзованим каналом.
Температура води влітку +24 — +26 °C, взимку озеро замерзає. Мінералізація води 1−1,6 г/л.
Південні береги озера низинні, заболочені. Північні береги підняті, місцями обривисті, розсічені балками, місцями їх висота сягає 8 — 10 м. Між обривом й урізу води є смуга узбережжя шириною 50 — 500 м. Місцями берег обривається до урізу води. Береги озера Катлабуг складені з третинних вапняків (розробляються каменоломнями у селі Ташбунар), прикритих пісками та глинами з гіпсом.
Дно озера поступово поглиблюється до центральної частини водоймища. У прибережній частині воно вкрите піском із домішкою глини або гальки, трохи глибше — змуленим піском, а у центральній частині — сірим мулом.
З півночі в озеро впадають річки Великий (довжина 48 км) та Малий Катлабуг. Від основної частини озера відходять дві затоки: Ташбунарский на заході та Гасанский на сході, куди впадає річка Єника (довжина — 26 км). Довжина Гасанскої затоки — 5 км, Ташбунарского — 4 км. Верхня частина Гасанского затоки зайнята рибоводні ставки.
Гасанська затока виникла на рубежі XIX — XX століть, як тимчасове паводкове явище, викликане зсувом ґрунтів, розмиванням та підтопленням території у цій місцевості. Після регулювання стоку озера й довгострокової підтримки його на 30 — 50 см вище рівня Дунаю (початок — наприкінці 50-х років XX століття), Гасанска затока стабілізувалася й стала постійно існуючої частиною акваторії водойми.
На берегах озера розташований ряд населених пунктів — Багате, Кислиця, Вишневе, Катлабуг, Утконосівка.

## Флора і фауна
В озері присутня численна водна рослинність.
З рідкісних видів рослин зустрічається водяний горіх плаваючий (лат. Trapa natans L.).
Водиться така риба: сазан, щука, окунь, червонопірка, жерех, карась, лящ та сом. Іноді зустрічаються також язь, рибець, чехоня та бички. Рибоводні ставки використовують для розведення й зариблення озера молоддю товстолобика та білого амура. В озері є багато раків. За оцінками, їхня популяція в деякі роки досягає 15 млн штук.
З птахів гніздяться: білолоба та сіра гуска, лиска, озерна чайка, фазан, очеретянка велика, казарка червоновола.

## Значення
Озеро має ключове значення для зрошувальної системи Ізмаїльського району. Використовується для розведення риби та промислу раків.
| Вилов (т) | 2010 рік | 2011 рік | 2012 рік | 2013 рік | 2014 рік |
| --------- | -------- | -------- | -------- | -------- | -------- |
| Ліміт     | 453      | —        | 511      | 283      | 348      |
| Фактичний | 302,7    | 345,6    | 173,267  | 226,857  | 195,023  |

На озері діє рибогосподарчий кооператив «Придунайська нива» (керівник — Федір Петрович Паюк).

## Екологія
Наразі озеро Катлабуг відрізане від Кислицького гирла Дунаю греблею, а частина плавнів з боку Дунаю перетворені в польдери та використовуються як риборозплідні ставки. У результаті цього відбулося порушення природного водообміну, що позначилося на погіршенні якості води в озері, зменшенні рибопродуктивності і біорізноманітності.
Пропозиції екологів зводяться до відтворення зв'язку між Катлабугом та Кислицьким гирлом, максимально наближеного до природного. На думку вчених, у результаті цього почнеться процес відродження заплави, збільшиться нерест риб, покращиться якість водопостачання озера.
Рівень води істотно знизився — озеру загрожує вимирання.